# Valle della Loira
La Valle della Loira (in francese: le Val de Loire) è conosciuta come il Giardino di Francia e la Culla della lingua francese. È nota anche per la qualità del suo patrimonio architettonico, per le sue città storiche come Montsoreau, Amboise, Angers, Blois, Chinon, Nantes, Orléans, Saumur e Tours, e in particolare per i suoi castelli, fra cui il castello di Amboise, il castello di Montsoreau, il castello di Villandry e il castello di Chenonceau.
Il paesaggio della Valle della Loira e in particolare i suoi principali monumenti culturali illustrano gli ideali del Rinascimento e dell'età dei lumi del pensiero e dell'ingegno europeo. Nella Valle della Loira è possibile visitare città e villaggi, monumenti architettonici, numerosi castelli e apprezzare alcuni dei migliori vini francesi.
Il 2 dicembre del 2000 l'UNESCO riconobbe la parte centrale del corso del fiume Loira, fra Maine e Loira e Sully-sur-Loire, come luogo patrimonio dell'umanità. Scegliendo quest'area racchiusa fra i dipartimenti francesi di Loiret, Loir-et-Cher, Indre e Loira e Maine e Loira, il comitato descrisse così la valle: «Un eccezionale paesaggio culturale, di grande bellezza, formato da città e villaggi storici, grandi monumenti culturali - i castelli - e terre che sono state coltivate e plasmate da secoli di interazione fra le popolazioni locali e il loro ambiente fisico, in particolare dallo stesso fiume Loira».

## Storia

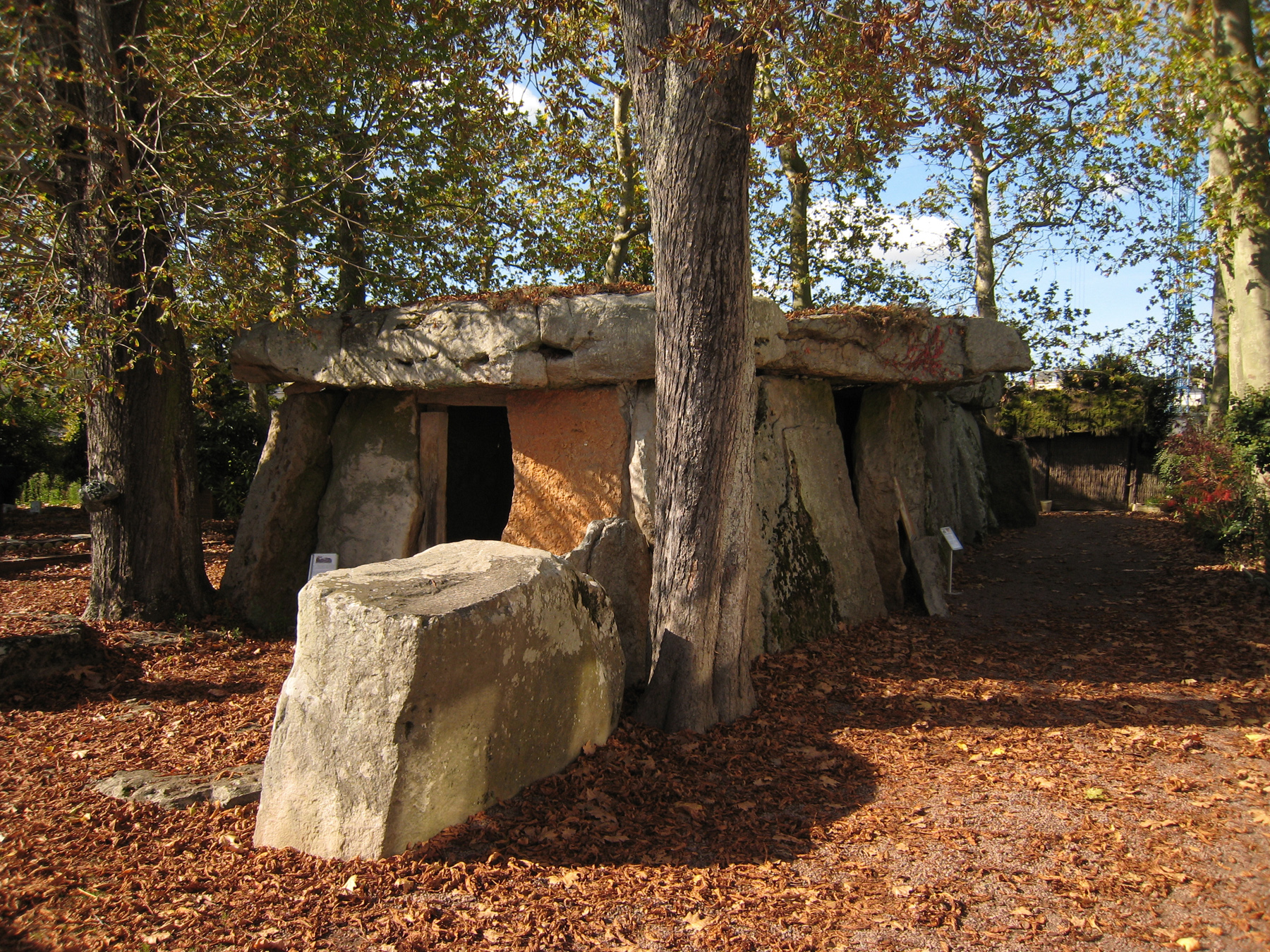
Il più grande dolmen francese in buono stato di conservazione, presso Saumur, nella Valle della Loira.

La storia della regione della Valle della Loira è stata per lunghi periodi specchio della storia della Francia. La centralità geografica della Valle e la presenza del grande fiume (nei secoli trasformatosi da barriera a via di comunicazione) la resero protagonista di importanti episodi storici riguardanti la storia francese ed europea.

### Dalla Preistoria all'epoca Gallica
Gli argini del fiume Loira sono abitati sin dall'età paleolitica da popoli nomadi. Fra il 4000 e il 10000 a.C. la popolazione si trasformò progressivamente in sedentaria in seguito all'arrivo di agricoltori dal medio oriente.
Le comunità si raggrupparono, in seguito, in società strutturate, fino alla organizzazione cittadina delle popolazioni galliche. Nel IV secolo a.C. il luogo dove ora sorge la città di Orléans era considerato il centro della Gallia. Qui si tenevano gli incontri annuali dei druidi. Diversi anni prima della conquista di Giulio Cesare, tutte le maggiori città attuali erano già esistenti.

### Dalla conquista romana all'espansione del Cristianesimo

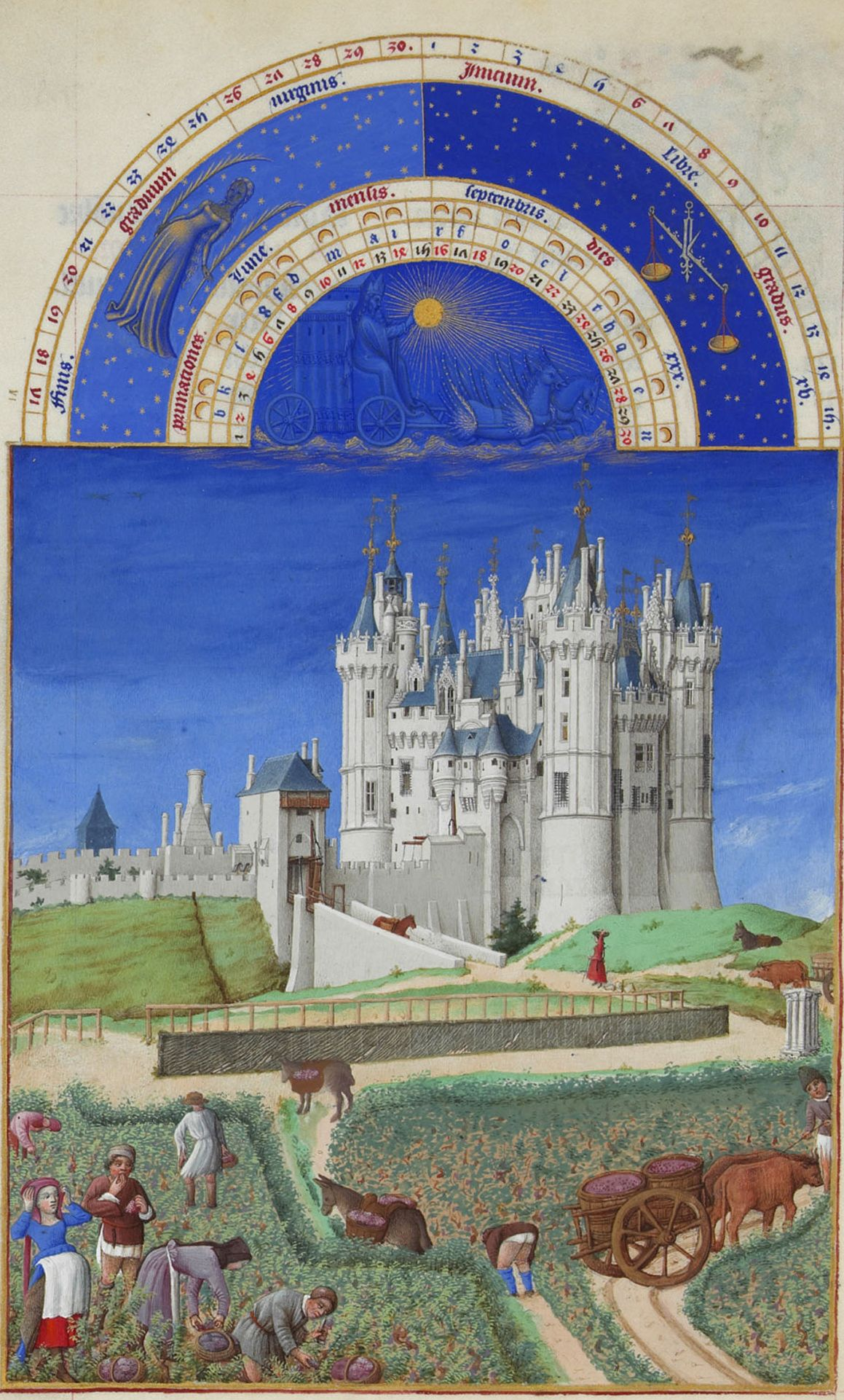
Manoscritto decorato del XV secolo

Con l'eccezione dei Carnuti e degli Andecavi, i Romani non incontrarono molta resistenza nella regione durante la conquista. I galli adottarono rapidamente le abitudini romane, specialmente nelle città già precedentemente esistenti fori i teatri e le terme. Il periodo gallo-romano vide una sensibile crescita nella produzione agricola e negli scambi della regione.
La religione cristiana si diffuse nella regione grazie alla guida dei vescovi di Tours, Orleans e Angers. Martino di Tours, vescovo dal 371 fino alla morte nel 397, fu uno degli evangelizzatori più attivi. In quel periodo furono fondati alcuni monasteri come Fleury e Marmoutier. Sotto la dinastia carolingia, due personalità vicine a Carlo Magno, Alcuino di York e Teodulfo, crearono nella regione alcune scuole monastiche che ebbero una grande influenza alla cultura. Le invasioni barbariche non risparmiarono la regione della Valle della Loira: i saraceni furono sconfitti nell'VIII secolo da Carlo Martello e non riuscirono a attraversare la Loira, i vichinghi invece, dalla metà del IX secolo, poterono risalire il fiume grazie alle loro barche (drakkar) e saccheggiare le città e le abbazie della valle.

### La nascita dei Castelli
I Castelli della Valle della Loira sono più di trecento e furono costruiti a partire dal X secolo come semplici fortificazioni, fino allo splendore di quelli costruiti fino a cinquecento anni dopo. Quando i re francesi iniziarono a costruire i loro grandi castelli in questa zona, la nobiltà non volendo stare lontano dal potere, la seguirono in questa regione. La loro presenza in questa valle fertile e lussureggiante con il suo clima moderato, iniziò ad attrarre i migliori architetti e progettisti.
Alla metà del XVI secolo, Re Francesco I spostò il centro del potere francese dalla Loira alla vecchia capitale Parigi. Con lui se ne andarono i grandi architetti, ma la Valle della Loira continuò a essere il posto dove la gran parte della nobiltà francese gradiva passare la maggior parte del proprio tempo. La salita al trono di Re Luigi XIV alla metà del XVII secolo rese Parigi il luogo definitivo per i castelli reali che ebbero la loro massima espressione nel Palazzo di Versailles. Non di meno, coloro che ottennero il favore del re e della borghesia ricca, continuarono a ristrutturare i castelli esistenti o a costruirne di nuovi come lussuose residenze estive lungo la Loira.
La Rivoluzione francese vide un gran numero di questi castelli distrutti o saccheggiati, i loro tesori rubati. Durante le grandi guerre mondiali, alcuni castelli furono utilizzati come quartieri generali militari.
Dei castelli sopravvissuti, alcuni vengono utilizzati come dimore private, permettendo delle visite guidate turistiche, mentre altri sono utilizzati come hotel o bed and breakfast. Molti sono stati comprati dai comuni locali mentre, i più grandi come il castello di Chambord sono gestiti direttamente dal governo francese e attraggono centinaia di migliaia di visitatori ogni anno.

### Il Medioevo e la pulzella d'Orléans

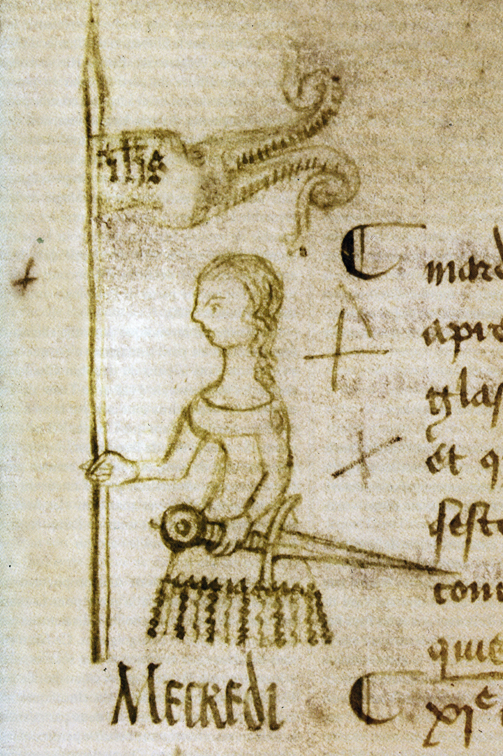
Giovanna d'Arco disegnata sullo statuto del Parlamento di Parigi

Con la nascita del feudalesimo si vede una crescita dell'importanza dei baroni sempre in conflitto fra di loro che utilizzano i castelli per sottolineare la propria importanza.
Nel Medioevo, la Valle della Loira fu il teatro di combattimenti quasi continui dal decimo al quindicesimo secolo.
Prima i combattimenti in seguito alla prima successione alla corona britannica, quindi lo scontro fra Capetingi e Plantageneti per il possesso del regno di Francia.
L'ultimo capitolo di questi scontri fu la guerra dei cent'anni (1340-1453) che rivide gli inglesi, già dominatori di metà del paese, cingere d'assedio la città di Orléans.
Compare allora la pulzella d'Orléans Giovanna d'Arco che riesce a risvegliare l'orgoglio francese e cacciare gli inglesi dalla Francia, iniziando dal successo nella liberazione della città di Orleans l'8 maggio 1429, data che viene commemorata ogni anno sin dal 1430, durante le feste Giovannine.

### Rinascimento

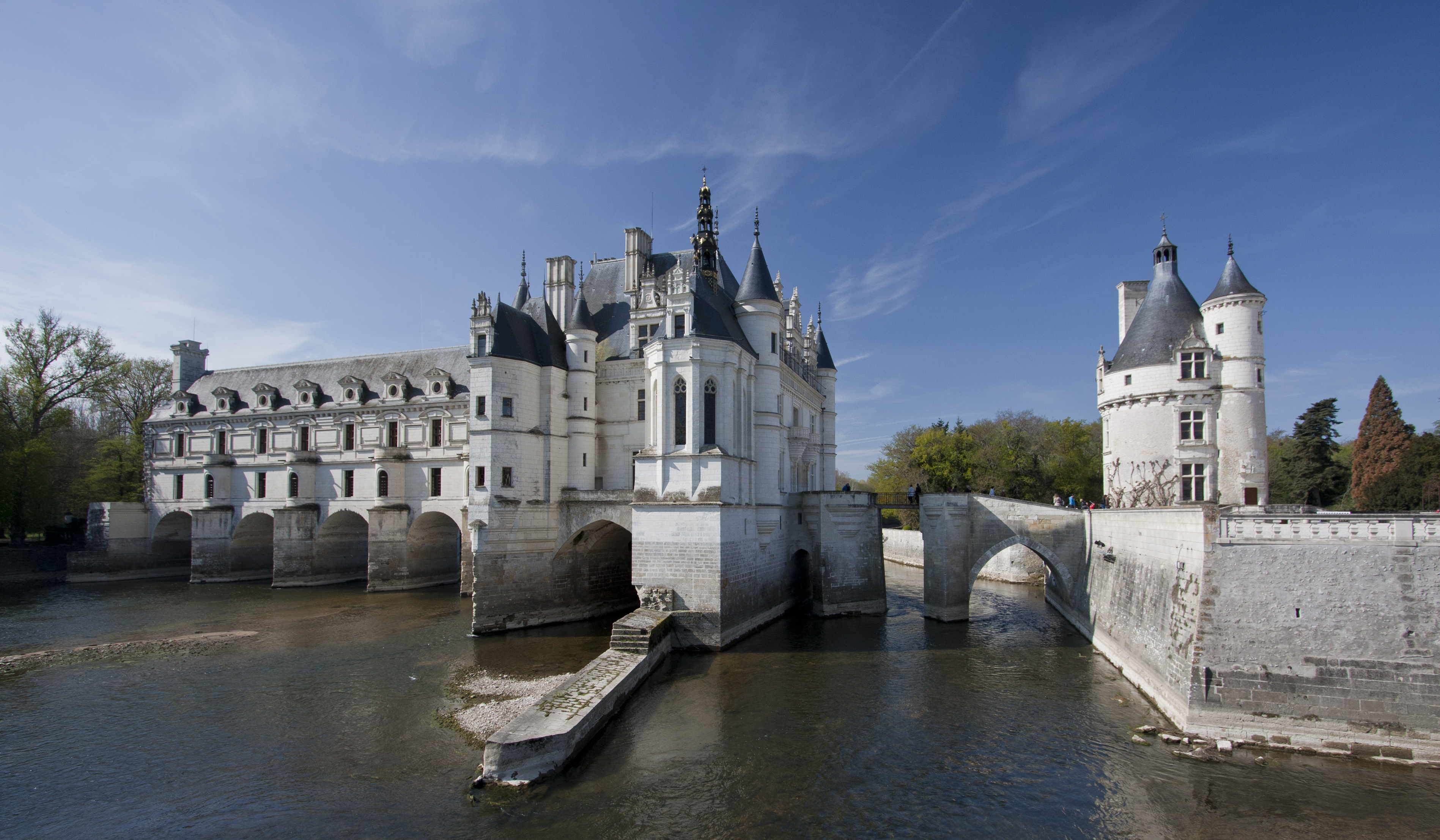
Castello di Chenonceau

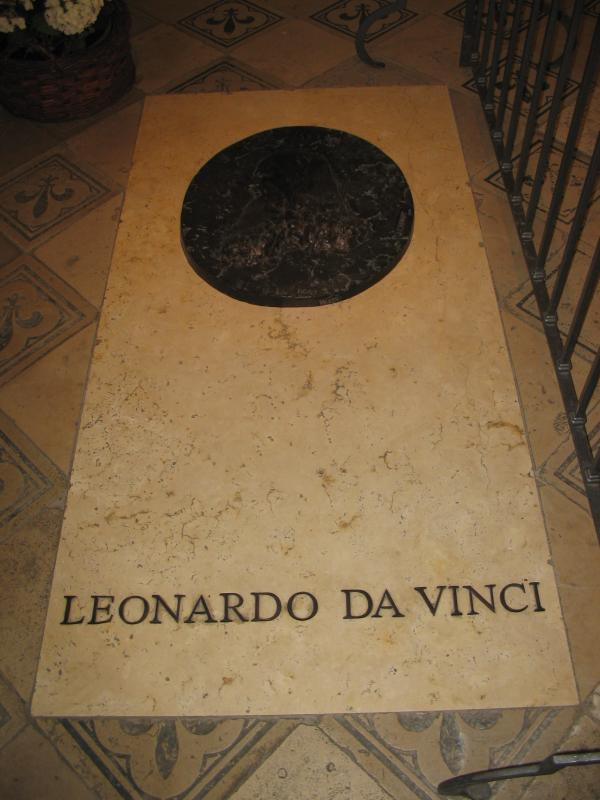
La tomba di Leonardo da Vinci

Il Rinascimento fu il culmine dell'importanza della Valle della Loira nel regno di Francia. Da Luigi XI, che costruì la sua capitale a Tours nel 1461, fino ad Enrico IV che tornò a Parigi nel 1594, il centro del potere rimase costantemente in questa regione. I Valois, che scoprirono in Italia una nuova estetica e un nuovo modo di vivere, furono rapidamente acquisiti nella Valle, richiamando qui numerosi artisti e artigiani dall'Italia, il più famoso fra di essi, Leonardo da Vinci (che morì proprio nelle vicinanze di Amboise). Qui nacque il primo Rinascimento Francese, durante il quale fu costruito il Castello di Montsoreau, unico castello costruito nel letto della Loira e durante il quale furono rinnovati i castelli reali di Amboise e Blois. Durante il Rinascimento francese furono anche costruiti i castelli di corte, il più famoso dei quali è sicuramente Chambord.
L'università di Orléans attrae numerosi artisti importando nuove idee artistiche e architettoniche. Le nuove idee vengono diffuse grazie alla nascente stampa, la cui invenzione è legata alla città di Angers nel 1477.
Insieme al rinnovamento artistico, con il Rinascimento giunge nella Valle anche una trasformazione religiosa. In questa situazione le idee di Lutero e di Calvino, il quale abita per alcuni anni proprio a Orléans, incontrano grande seguito. La chiesa procede a una forte repressione arrivando a bruciare i predicatori contrari al cattolicesimo. Lo scontro fra cattolici e protestanti è inevitabile ed esplode nella congiura di Amboise, episodio che fa da prologo a quarant'anni di stragi di migliaia di persone dall'una e dall'altra parte.

### Dalla Rivoluzione a oggi
Durante il XVII e il XVIII secolo, la regione vide crescere il proprio ruolo di punto di comunicazione dell'intera Francia, grazie alla creazione di canali artificiali fluviali (a Briare e Orléans), che fecero crescere la navigazione della Loira.
La Rivoluzione fu ben accolta nelle zone della valle che ospitavano i più grandi centri cittadini, come la Turenna e la zona di Orléans, mentre nelle zone più agricole come il Maine e Loira e l'Angiò ci fu maggiore resistenza che portò a una vera sollevazione popolare. Qui ebbe particolare seguito la risposta dei fedeli del re che si organizzarono per contrastare la rivoluzione in atto nelle grandi città, dando luogo alla Guerra di Vandea.
Nel XIX secolo, l'avvento della ferrovia introdusse dei cambiamenti radicali nel paesaggio della Loira, facendo scomparire la navigazione fluviale e la fisionomia delle città con la scomparsa dei porti.
Durante la seconda guerra mondiale la Valle della Loira assistette nella città di Montoire all'incontro tra Philippe Pétain e Adolf Hitler che vide la firma della resa incondizionata che sancì il passaggio del possesso di Parigi, del nord e di tutta la costa atlantica alla Germania.

## Produzione viticola
Famosissima per i vitigni che producono uno dei migliori vini del mondo, la Valle vitivinicola della Loira si sviluppa da Nantes, fino ad Orléans.

Secondo la tradizione orale, l’origine dello sviluppo della vite nella valle del Loir è dovuta all’insediamento nel Medioevo del monastero di Saint-Lezin a Marçon. Nel cuore di questa valle i viticoltori hanno individuato in breve tempo la peculiarità della collina di Jasnières, dove il vitigno Chenin B, impiantato all’estremo settentrionale della sua zona di coltivazione, offre vini originali. 

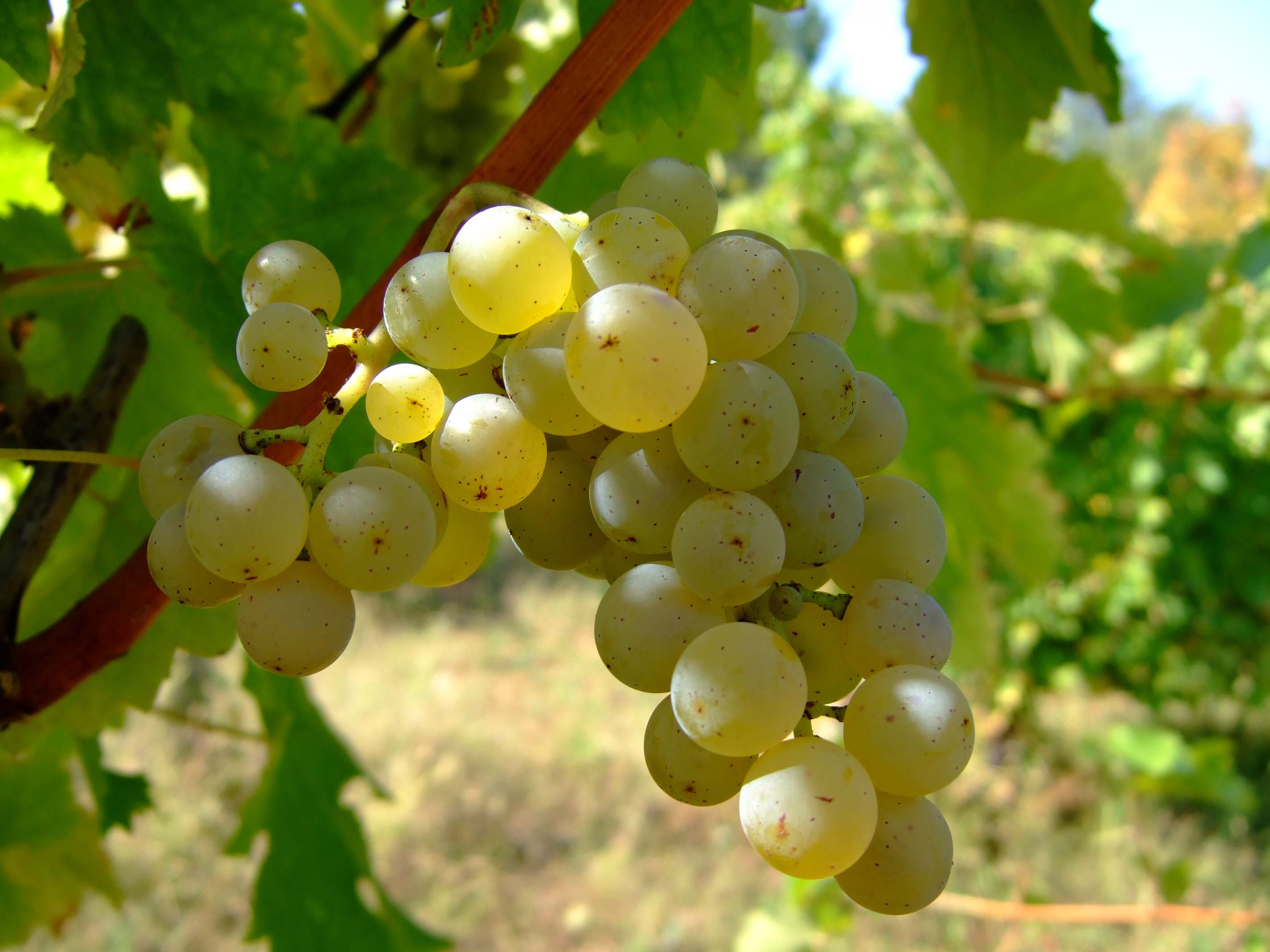
Vitigni della Valle della Loira

Jules Guyot annota nel suo libro «Étude des vignobles de France» (1876) che il clima della regione della Sarthe rientra in quella parte della zona temperata «in cui la finezza dei frutti zuccherini raggiunge il suo grado ottimale, le uve locali sono deliziose e i vini prodotti sono degni di nota». È nel corso del XIX secolo che i vini bianchi di Jasnières acquisiscono una notevole rinomanza presso un pubblico più vasto, in particolare grazie alle annate 1837, 1870 e 1893, che lasciano un segno indelebile.
L'area include 87 tipologie di vino AOC (il corrispettivo del nostro DOCG) VDQS (simile al nostro DOC). Mentre la maggior parte della produzione è vino bianco dall'uva Chenin blanc, dell'uva Sauvignon blanc e dai grappoli di Melon de Bourgogne; ci sono anche alcuni vini rossi (in special modo intorno alla regione Chinon) del Cabernet francese. In aggiunta ai vini fermi, rosè e frizzanti, vengono prodotti anche vini per dessert. La zona della Loira è il secondo maggior produttore di vini frizzanti, dopo lo Champagne. Fra tutti questi diversi tipi di vini, i vini della Loira mostrano caratteristiche di fruttuosità e freschezza, sapore secco in special modo nella loro giovinezza.
Dagli anni 1990, la valle della Loira è la culla dei vini naturali: sempre più vignaioli hanno smesso di usare prodotti chimici per voltarsi verso metodi tradizionali di vinificazione.